# 塞拉諾辣椒

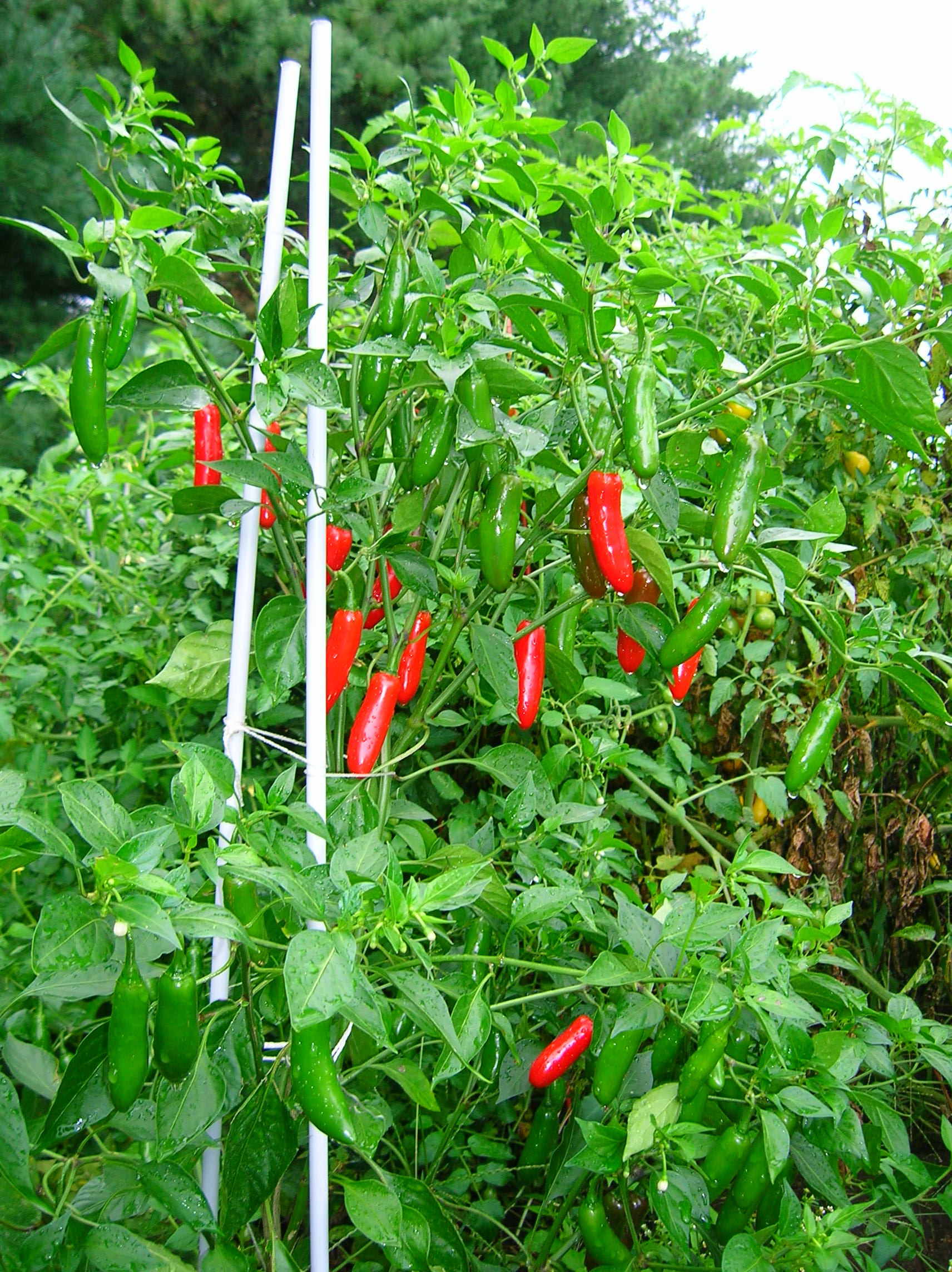
紅色及綠色的塞拉諾辣椒

塞拉諾辣椒（Serrano pepper）是一種原產於墨西哥普埃布拉州和伊達爾戈州山地的辣椒。未成熟的塞拉諾辣椒是綠色的，但成熟後卻會變成許多種顏色，較常見的有紅色，綠色，褐色或黃色。其味道清新爽口，具辛辣味，比一般的青辣椒稍辣一些，一般用來生吃。塞拉諾辣椒在史高維爾指標約為10,000到25,000。